# La Révolte de Sparte
Pour plus de détails, voir Fiche technique et Distribution.
La Révolte de Sparte (titre original : La rivolta dei sette) est un film italien réalisé par Alberto De Martino, sorti en 1964.

## Fiche technique
- Titre : La Révolte de Sparte
- Titre original : La rivolta dei sette
- Réalisation : Alberto De Martino
- Scénario : Alessandro Continenza, Alberto De Martino, Vincenzo Flamini, Giovanni Simonelli
- Photographie : Pier Ludovico Pavoni
- Montage : Otello Colangeli
- Musique : Francesco Mannino
- Scénographie : Piero Poletto
- Costumes : Mario Giorsi
- Décors :
- Producteur : Joseph Fryd
- Sociétés de production : Sanson Film
- Pays d'origine :  Italie
- Langue : Italien
- Format : Couleur (Eastmancolor) — 35 mm — 2,35:1 — Son : Mono
- Genre : Film d'aventure, Film historique, Péplum
- Durée : 95 minutes
- Dates de sortie :
  -  Italie : 28 décembre 1964
  -  France : 15 décembre 1965
  -  Allemagne de l'Ouest : 28 janvier 1966

## Distribution
- Tony Russel  (VF : Marc Cassot) : Keros
- Massimo Serato  (VF : Michel Roux) : Baxo
- Nando Gazzolo  (VF : Georges Aminel) : Milo
- Livio Lorenzon  (VF : Serge Nadaud) : Nemete
- Piero Lulli  (VF : Roger Rudel) : Silone
- Renato Rossini : Croton
- Gaetano Quartararo  (VF : Louis Arbessier) : Acrone chef des gardes
- Pietro Capanna  (VF : Jean Violette): Mardok
- Helga Liné  (VF : Michele Montel) : Aspasie
- Paola Pitti (it) : Helea
- Walter Maestosi (it) : Criton
- Nando Angelini : Le gladiateur espion
- Alessandro Barrera Dakar : Jagull
- Jeff Cameron : Un gladiateur
- Antonio Basile : Un gladiateur
- Osiride Pevarello : Un soldat